# Ротбері (Мічиган)
Ротбері (англ. Rothbury) — селище (англ. village) в США, в окрузі Оушеана штату Мічиган. Населення — 462 особи (2020).

## Географія
Ротбері розташоване за координатами 43°30′30″ пн. ш. 86°20′44″ зх. д. / 43.50833° пн. ш. 86.34556° зх. д. (43.508377, -86.345642).  За даними Бюро перепису населення США в 2010 році селище мало площу 2,56 км², з яких 2,34 км² — суходіл та 0,22 км² — водойми. В 2017 році площа становила 6,65 км², з яких 5,84 км² — суходіл та 0,81 км² — водойми.

## Демографія
Згідно з переписом 2010 року, у селищі мешкали 432 особи в 162 домогосподарствах у складі 110 родин. Густота населення становила 169 осіб/км².  Було 174 помешкання (68/км²).
Расовий склад населення:
| - 86,1 % — білих - 3,5 % — корінних американців - 0,9 % — чорних або афроамериканців - 1,9 % — осіб інших рас |

До двох чи більше рас належало 7,6 %. Частка іспаномовних становила 14,8 % від усіх жителів.
За віковим діапазоном населення розподілялося таким чином: 27,5 % — особи молодші 18 років, 60,7 % — особи у віці 18—64 років, 11,8 % — особи у віці 65 років та старші. Медіана віку мешканця становила 34,5 року. На 100 осіб жіночої статі у селищі припадало 94,6 чоловіків;  на 100 жінок у віці від 18 років та старших — 104,6 чоловіків також старших 18 років.
Середній дохід на одне домашнє господарство  становив 52 137 доларів США (медіана — 49 583), а середній дохід на одну сім'ю — 56 140 доларів (медіана — 52 813). За межею бідності перебувало 13,1 % осіб, у тому числі 14,3 % дітей у віці до 18 років та 6,5 % осіб у віці 65 років та старших.
Цивільне працевлаштоване населення становило 134 особи. Основні галузі зайнятості: мистецтво, розваги та відпочинок — 18,7 %, виробництво — 17,9 %, освіта, охорона здоров'я та соціальна допомога — 17,2 %.